# Fighting for voltage
Fighting for Voltage es el álbum debut de la banda canadiense de industrial y Cyberpunk Left Spine Down. El álbum fue lanzado el 22 de abril del año 2008 por Synthetic Entertainment en Canadá, pero Bit Roit Records lo lanzó en Estados Unidos el día 23 de septiembre del 2008, solo cinco meses y un día después de ser lanzado en Canadá. 

## Pistas
El álbum contiene 16 canciones, de las cuales las pistas 4, 6, 9 y 12 ya habían sido presentadas en Smartbomb EP.
1. Intro	(1:47)
2. U Can't Stop The Bomb	(3:46)
3. Ready or Not (3:51)
4. Reset	(4:24)
5. Caught in Time (0:59)
6. Last Daze (4:05)
7. Tape 2: Further Studies and Strategies (0:27)
8. Prozac Nation	(4:41)
9. Flip The Switch (3:56)
10. Policy of Hypocrisy (3:19)
11. Time Holes <?> (1:02)
12. Hang Up (5:25)
13. Future Implosion (1:04)
14. Ignorance is Piss (3:04)
15. Fighting for Voltage (3:52)
16. Outro	(23:23)

- Datos: Q532275